# Heinrich Jost
Heinrich Jost (Magdeburgo, Alemania, 13 de octubre de 1889 - 27 de septiembre de 1948, Fráncfort del Meno, Alemania) fue un diseñador de tipos de letras y diseñador gráfico alemán. Fue director artístico de la Fundición Bauer  desde 1923 hasta 1948.

## Biografía
Jost nació en 1889 en Magdeburgo de padre encuadernador, donde asistió a la Kunstgewerbeschule de su ciudad natal y se formó como librero. En 1908 se mudó a Múnich y comenzó a estudiar producción de libros en la Debschitz-Schule en 1911 bajo la tutela de Paul Renner y Emil Preetorius. Trabajó como diseñador de tipos independiente desde 1914, estuvo en el frente de la Primera Guerra Mundial y después de la guerra, entre sus clientes destaca el periódico Münchner Neueste Nachrichten, colaborando en la sección de Literatura y en los anuncios, además de otras publicaciones.
Después trabajó como maquetista de libros y diseñador gráfico, consiguiendo un gran prestigio entre los editores, fundamentalmente con los de Múnich (entre ellos Duncker & Humblot o Franz Hanfstaengl), alguno de los de Berlín, como Hermann Hoffmann e incluso en una revista española, la Crónica poligráfica de Barcelona, dirigida por Eudald Canibell.
En 1923, Jost fue invitado por Georg Hartmann para convertirse en el director artístico de la Fundición Bauer (Bauersche Gießerei) en Fráncfort del Meno. Dirigió la fundición durante su período más exitoso, hasta 1948. Allí, supervisó el trabajo de diseñadores como Paul Renner, Lucian Bernhard e Imre Reiner. Jost diseñó varios tipos de letra para Bauer: Atrax (1926), Bauer Bodoni (1926) y Beton (c. 1931–1936). También diseñó Jost Medieval para Ludwig & Mayer (1927–1929) y un resurgimiento de Fraktur para monotipo (1938). Beton era popular entre los anunciantes, mientras que el tipo Bauer Bodoni, que fue creado como rival del ATF Bodoni de Morris Fuller Benton, es generalmente considerado por los tipógrafos como el renacimiento más fiel de la tipografía original de Giambattista Bodoni. Sus otros diseños incluyen Aeterna (1927) y Georg Hartmann Antiqua (1948).
Jost murió en 1948 en Fráncfort del Meno.

## Museo
Desde su fallecimiento, se ha exhibido una colección de su obra en el Museo Klingspor de Offenbach del Meno.